# 韋氏岩頭長頷魚
韋氏岩頭長頜魚，為輻鰭魚綱骨舌魚目象鼻魚科的其中一種，分布於非洲南非因科马蒂河（Incomati）流域，體長可達11.4公分，棲息在底層水域，生活習性不明。